# Pozitivní ekonomie
Pozitivní ekonomie je směr ekonomické teorie. Přijímá ekonomickou realitu, jaká je. Jejím cílem je realitu popisovat a hledat v ní zákonitosti fungování. Ekonomie se má zabývat tím, co je, a nemá stavět „vzdušné zámky“, například v makroekonomii – ať je jakákoli míra nezaměstnanosti, inflace atd., pozitivní ekonomie vystupuje jen popisně, bez ambicí stav ovlivňovat, usměrňovat, natož cílovat. Naopak stačí zjištěné skutečnosti jen zveřejňovat, zavést tak trhům zpětnou vazbu a nechat je, ať samy zareagují a najdou si novou ekonomickou rovnováhu.
Pozitivní ekonomie popisuje fakta a ekonomické vztahy mezi subjekty. Pouze hledá odpovědi na otázky, jaký ekonomický život je, ne jaký by měl být. Je to ekonomický přístup, který pracuje se skutečnými údaji a stavy, popisuje ekonomickou realitu a zkoumá její změny.
Opakem je normativní ekonomie.